# Pir Epirski
Pir (starogrško Πιρρος, latinizirano: Pýrrhos), starogrški kralj in državnik helenističnega obdobja, * 319/318 pr. n. št., † 272 pr. n. št.
Bil je kralj Molosov  iz kraljeve hiše Ajakidov. Kasneje je postal kralj (toparh) Epira. Bil je eden od najmočnejših nasprotnikov Rimske republike in veljal za enega največjih generalov antike. V  več zmagovitih bitkah je imel nesprejemljivo velike izgube, iz česar je nastal izraz "Pirova zmaga".
Kralj Epira je postal leta 306 pr. n. št., star komaj trinajst let, a ga je Kasander štiri leta kasneje vrgel s prestola. Bil je udeleženec vojn med diadohi in leta 297 pr. n. št. s podporo Ptolemaja I. Soterja ponovno zasedel epirski prestol. V vojni z Rimom, ki je kasneje postala znana kot Pirova vojna, je zmagal v bitkah pri Herakleji in Askulumu, v katerih je imel izjemno velike izgube. Poskušal je osvojiti kartažansko Sicilijo, vendar je bil kmalu izgnan in je izgubil vse svoje pridobitve v Italiji po bitki pri Beneventu leta 275 pr. n. št.
Leta 274 pr. n. št. je od Antigona II. Gonata prevzel makedonski prestol in leta 272 pr. n. št. vdrl na Peloponez. Epirski napad na Šparto je bil odbit, Pir pa je bil med ulično bitko v Argosu ubit.

## Etimologija
Kraljevo ime Pir izhaja iz grškega πύρρος (pírros), kar pomeni podoben plamenu ali vnetljiv, izpeljanega iz grške besede πύρ (pír), ki pomeni ogenj, in pripone -ρος (-ros), ki pomeni zmožen ali ki se nanaša na. Po mnenju nekaterih poznavalcev izraz dejansko pomeni ognjen, rdeče barve  in se je uporabljal zlasti za označevanje rdečih las.   Pir je bilo tudi nadomestno ime Neoptolema, sina Ahila in princese Deidamije v homerski grški mitologiji.

## Zgodnje življenje
Pir je bil rojen okoli 319 pr. n. št. kot sin epirskega princa Eakida in tesalske plemkinje Ftije, hčerke tesalskega generala Menona. Eakid je bil bratranec Olimpije, matere Aleksandra Velikega, zaradi česar je bil  Aleksandrov drugi bratranec. Imel je sestri Deidamijo in Trojo. Leta 319/318 pr. n. št. je  Eakidov oče in regent Epira Aribas umrl in Epir prepustil Eakidu in Neoptolemu.
Eakid je podprl Olimpijo v njenem boju proti Kasandru in vkorakal v Makedonijo. Leta 317 pr. n. št., ko je bil Pir star le dve leti, je Olimpija znova zaprosila za podporo Eakida in on drugič je vkorakal v Makedonijo. Mnogo njegovim vojakom pohod ni bila všeč in so se uprli. Eakid je uporne  vojake odpustil iz svoje vojske in njegova vojska je postala premajhna, da bi lahko v Makedoniji kaj dosegla. Ko so se uporniki vrnili v Epir, so sprožili upor proti svojemu odsotnemu kralju Eakidu in ga odstavili. Kasander je v Epir poslal svojega generala Likiska, da deluje kot regent še mladoletnega Neoptolema. Epir je dejansko postal marionetno Kasandrovo kraljestvo. Pirova družina je pobegnila proti severu in se zatekla k Glavkiju Tavlantskemu, poglavarju enega največjih ilirskih plemen. Pira je vzgojila Glavkijeva žena Beroja, Moloska iz Eakidske dinastije. Kasander je po njunem begu napadel Glavkija, porazil njegovo vojsko in zavzel Apolonijo. Glavkij je moral po porazu obljubiti, da ne bo ukrepal proti Kasandru, vendar se ni hotel odreči Piru in njegovi družini.
Leta 313 pr. n. št. je Kasandra zmotila vojna proti Antigonu Monoftalmu, enemu od najmočnejših diadohov. Zaradi strahu pred invazijo iz Anatolije, kjer je Antigon kopičil svoje sile, je Kasander svojo pozornost preusmeril z zahoda na vzhod. Eakid je izkoristil stanje in se vrnil v Epir. Zdi se, da je ponovno postal priljubljen in zbral veliko vojsko. Kasander je proti njemu poslal vojsko pod poveljstvom svojega brata Filipa, ki je v dveh bitkah premagal Eakida. Eakid je bil v zadnji bitki ranjen in kmalu zatem umrl.

## Prva vladavina
Leta 307 pr. n. št. je Glavkij vdrl v Epir in na prestol postavil Pira. Pir je bil star komaj enajst let, zato so namesto njega do njegove polnoletnosti vladali njegovi skrbniki. Ko je bil star sedemnajst let, je odpotoval na Glavkijev dvor v Ilirijo, da bi se udeležil poroke enega od Glavkijevih sinov. Medtem ko je bil v Iliriji, so se Molosi uprli, pregnali Pirove pristaše in vrnili Neoptolema na prestol. Glavkij mu tokrat ni mogel pomagati.

## Izgnanstvo
Pir je odpotoval na Peloponez in služil svojemu svaku Demetriju Poliorketu, ki se je poročil z njegovo sestro Deidamijo in se v južni Grčiji vojskoval proti Kasandru.

### Bitka pri Ipsu
Leta 302 pr. n. št. je Demetrij odpeljal svojo vojsko v Anatolijo,  da bi podprl svojega očeta Antigona Monoftalma. Antigon je bil nad njim navdušen in naj bi rekel, da bo Pir postal največji general svojega časa, če bo živel dovolj dolgo.
Antigon je postal preveč močan in drugi Aleksandrovi nasledniki, Selevk, Lizimah, Ptolemaj in Kasander, so se združili proti njemu. Lizimah in Selevk sta, okrepljena z dvema Kasandrovima vojskama, zbrala svoje sile v Anatoliji  in odkorakala proti Antigonu. Obe vojski sta se srečali pri Ipsu  v Frigiji. Bitka pri Ipsu je bila največja in najpomembnejša bitka v vojnah Aleksandrovih naslednikov. Pir se je verjetno boril skupaj z Demetrijem na častnem desnem krilu in pokazal izjemno hrabrost. Antigon je kljub tem izgubil bitko in življenje. Demetriju, ki je zmagal na svojem krilu, je uspelo z 9.000 možmi pobegniti. Pir je ostal v njegovi službi tudi potem, ko je začel obnavljati Antigonov imperij.

### Ptolemaj
Leta 298 pr. n. št. so Pira v skladu z mirovnim sporazumom, sklenjenim med Demetrijem in Ptolemajem I. Soterjem, odvedli za talca v Aleksandrijo. Tam se je poročil s Ptolemajevo pastorko Antigono, hčerko Berenike I. Egiptovske in njenega prvega moža Filipa. Leta 297 pr. n. št. je Kasander umrl in Ptolemaj, ki je vedno iskal zaveznike, se je odločil, da bo pomagal obnoviti Pirovo kraljestvo. Piru je priskrbel ljudi in sredstva ter ga poslal nazaj v Epir.

## Druga vladavina
Pir se je vrnil v Epir na čelu svoje vojske. Ker ni želel sprožiti nove državljanske vojne, je privolil, da bo vladal skupaj z Neoptolemom. Kmalu zatem sta oba kralja začela spletkariti drug proti drugemu. Ko je bil Pir obveščen o zaroti proti njemu, se je odločil, da udari prvi. Svojega sokralja je povabil na večerjo in ga dal umoriti. Zdi se, da dejanje ni vzbudilo kakšnega večjega ogorčenja, ker mu je bilo epirsko plemstvo očitno naklonjeno.
Leta 295 pr. n. št. je Pir prestolnico svojega kraljestva prenesel v Ambrakijo. Leta 292 pr. n. št. je šel v vojno proti svojemu nekdanjemu zavezniku in svaku Demetriju in medtem, ko je Demetrij oblegal Tebe, vdrl v Tesalijo. Demetrij se je takoj odzval. Obleganje Teb je prepustil svojemu sinu Antigonu Gonatu in se na čelu velike vojske odpravil proti severu. Pir, s številčno mnogo šibkejšo vojsko, se je umaknil v Epir.
Po vrnitvi v je doživel nov poraz. Zapustila ga je njegova druga žena, Lanasa, hči samooklicanega sicilskega kralja Agatokla Sirakuškega. Trdila je, da ona, hči grškega kralja, ne more deliti svojega doma z barbarkami. S svojo doto je pobegnila na Krf in otok in sebe ponudila Demetriju. Slednji je ponudbo sprejel, odplul na otok in vzel otok in njo.  Po vrnitvi k svoji vojski v celinski Grčiji je začel načrtovati invazijo na Epir. Leta 289 pr. n. št. je napadel Pirove zaveznike Etolsko zvezo v upanju, da jih bo izločil iz dogajanj, pred napadom na Epir. Etolci so z njim niso želeli spopasti in so se umaknili v hribe. Potem ko je Demetrij pretresel Etolsko podeželje, je tam pustil močno vojsko pod vodstvom svojega najboljšega generala Pantavha in vkorakal v Epir. Medtem je Pir zbral svojo vojsko in se odpravil na pomoč svojim etolskim zaveznikom. Obe vojski sta se pomikali po različnih poteh in šli druga mimo druge. Demetrij je začel pleniti po Epiru, medtem ko se je Pir spopadel s Pantavhom.
Pir je imel s seboj glavnino epirske vojske, verjetno 20.000–25.000 mož, medtem ko je Pantavh poveljeval le delu Demetrijeve vojske, ki je štel približno 11.000 mož. Boji so bili hudi. Po zapisih v primarnih virih naj bi se Pantavh in Pir v bitki iskala. Pantavh je izzval Pira na neposreden medsebojen boj in Pir je izziv sprejel. Nasprotnika sta se spopadla s kopji in meči. Pir je bil ranjen, potem pa je sam ranil Pentavha v stegno in vrat, da so ga morali njegovi telesni stražarji odnesti iz bitke. Opogumljeni zaradi zmage svojega kralja so Epirci nadaljevali napad in razbili Pantavhovo vojsko ter zajeli 5.000 ujetnikov. Vojska je nato počastila Pira s podelitvijo naziva 'Orel'. Ko je Demetrij izvedel za Pirovo zmago, se  je vrnil v Makedonijo, Pir pa je osvobodil vojne ujetnike in se vrnil v Epir.
Leta 289 pr. n. št. je Pir, ko je izvedel, da je Demetrij nevarno bolan, vdrl v Makedonijo. Njegov prvotni namen je bil zgolj napad in ropanje. Zaradi Demetrijeve bolezni v Makedoniji ni naletel na skoraj noben odpor. Prodrl vse do stare makedonske prestolnice Ege, preden je Demetrij dovolj ozdravel, da se mu je zoperstavil. Njegova vojska je bila močnejša od Pirove in Pir se je moral umakniti.
Demetrij, prav tako nemiren kot Pir, je načrtoval invazijo na Azijo in povrnitev očetovih tamkajšnjih posesti. Najprej je sklenil mir s Pirom in mu podelil svoja posestva v Makedoniji, razen Krfa in Levke, in začel zbirati veliko vojsko in ogromno ladjevje, domnevno 110.000 vojakov in 500 ladij. Soočeni s to grožnjo so se Lizimah, Ptolemaj in Selevk povezali proti njemu in k Piru poslali delegacijo, ki naj bi ga pridobila na njihovo stran ali ga vsaj prepričala, da ostane nevtralen. Če bi zavezniki zmagali in bi Pir ostal nevtralen, ne bi pridobil ničesar, če bi zmagal Demetrij, pa bi ga ta lahko kadar koli v prihodnosti premagal. Pirovo osebno sovraštvo do Demetrija je morda igralo dodatno vlogo pri njegovi odločitvi, da se pridruži zaveznikom.
Leta 288 pr. n. št. so zavezniški kralji začeli svoje pohode proti Demetriju: Ptolemaj je z veliko floto odplul proti Demetrijevim grškim zaveznikom, Lizimah je iz Trakije vdrl v zgornjo Makedonijo, Pir pa je počakal, da je Demetrij odkorakal proti Lizimahu, in nato vdrl v južno Makedonijo. Demetrij je verjetno mislil, da se bo Pir držal sporazuma, zato sta zahodna in južna Makedonija padli brez odpora. Demetrij je medtem blizu Amfipolisa zmagal nad Lizimahom. Ko je makedonska vojska izvedela, da njihovo domovino preplavlja Pirova vojska, se je obrnila proti Demetriju. Vojaki so bili siti njegove avtokratske vladavine in veličastnih načrtov in se niso hoteli več boriti. Demetrij je nato povedel svojo vojsko proti Piru, verjetno v upanju, da se bodo njegovi Makedonci pripravljeni boriti vsaj proti tujemu napadalcu, če ne proti Aleksandrovemu veteranu Lizimahu. Na Demetrijevo nesrečo so se ga njegovi vojaki tako naveličali, da so prebegnili k Piru, on sam pa je moral pobegniti. Lizimah in Pir sta si po zmagi razdelila oblast nad Makedonijo.
Demetrij je v Grčiji zbral novo vojsko in oblegal Atene, ki so se uprle njegovi marionetni vladi. Atenci so na pomoč poklicali Pira, ki je s svojo vojsko prekinil  Demetrijevo obleganje Aten. Atenci so se Piru zahvalili tako, da so mu postavili doprsni kip in mu dovolili vstop v mesto. Njegovi vojski vstopa niso dovolili,  verjetno iz strahu, da bo se bo Pir z njeno pomočjo postavil za vladarja Aten. Pir je kasneje Atencem svetoval, naj v prihodnje ne dovolijo vstopa niti kralju.
Pir in Demetrij sta znova sklenila mir, ki, tako kot  vsi prejšnji, ni trajal dolgo. Ko je Demetrij leta 286 pr. n. št. napadel Lizimahovo ozemlje v Aziji, je Lizimah zahteval, da Pir napade Tesalijo in od tam Demetrijeve posadke v Grčiji. Pir se je s tem strinjal, verjetno zato, da bi z zmago zmanjšal verjetnost, da bi se mu vojska uprla. Hitro je premagal Demetrijevega sina Antigona Gonata, ki mu je prepustil Tesalijo, da bi lahko  sklenil mir. Pirovo grško cesarstvo je bilo zdaj v zenitu: vladal je razširjenemu Epirju, polovici Makedonije in Tesaliji.
Leta 285 pr. n. št. je Demetrija premagal Selevk, kar je odvezalo roke Lizimahu, ki se je odločil znebiti se svojega sovladarja v Makedoniji. Pira je najprej ločil od njegovega tradicionalnega zaveznika Ptolemaja, tako da se je poročil z Arsinojo II., sestro Ptolemaja II. Filadelfa. Na svojo stran je pridobil tudi Etolce, Pirove glavne zaveznike v Grčiji. Pir se je zdaj počutil tako ogroženega, da je sklenil zavezništvo z Antigonom Gonatom. Leta 284 pr. n. št. je Lizimah z ogromno vojsko vdrl v Pirovo polovico Makedonije. Ker se mu Pir ni mogel upreti, se je umaknil. Lizimah je začel propagandno kampanjo, v kateri je Makedonce, ki so služili Piru, pozival k patriotizmu. Spomnil jih je, da je Pir tujec, on sam pa pravi Makedonec. Akcija je bila uspešna. Ker so se njegove makedonske čete obrnile proti njemu, Pir ni imel druge izbire, kot da se umakne v Epir. Naslednje leto je Lizimah vdrl in oropal Epir. Pir se mu ni uprl, ker se je verjetno bojeval z Iliri na severu. Pavzanij je ob tam izjavil, da je "Pir taval naokoli kot običajno".

## Vojna z Rimom
Grško mesto Tarent v južni Italiji se je sprlo z Rimom zaradi kršenja sporazuma, ki je določal, da Rim ne sme poslati vojaških ladij v Tarantski zaliv. Leta 282 pr. n. št. so Rimljani namestili garnizije v grških mestih Turij na zahodni obali Tarantskega zaliva, Lokri in Regij ter v Turij poslali vojaške ladje. Rimska zasedba je bila  načrtovana kot ukrep proti italskim ljudstvom Lukanije, vendar so Tarentinci postali nervozni in napadli Rimljane v Turiju, pregnali rimsko garnizijo iz mesta in potopili več rimskih vojaških ladij. Tarent se je zdaj soočal z rimskim napadom in gotovim porazom, če ne bi dobil večje vojaške pomoči. Rimska republika  je takrat že postala velika sila in bila pripravljena podrediti vsa grška mesta v Magni Graeciji. Tarentinci so prosili Pira, naj vodi njihovo vojno proti Rimljanom. Delfsko preročišče je Pira spodbudilo, naj pomaga Tarentincem, on sam pa je prepoznal možnost, da si v Italiji ustvari imperij. Sklenil je zavezništvo s Ptolemajem Keravnom, makedonskim kraljem in svojim najmočnejšim sosedom, in  leta 280 pr. n. št. priplul v Italijo.
Pirova vojska je imela 20.000 pešcev, 3.000 konjenikov, 2.000 lokostrelcev, 500 pračarjev in 20 bojnih slonov. Slone mu je posodil Ptolemaj II. Filadelf, ki je mu obljubil tudi 9.000 vojakov in dodatnih 50 slonov za obrambo Epira, medtem ko je bil Pir s svojo vojsko odsoten.
Zaradi svoje superiorne konjenice, slonov in smrtonosne falange pehote je leta 280 pr. n. št. v bitki pri Herakleji premagal Rimljane, ki jih je vodil konzul Publij Valerij Levin. Število žrtev je prikazano zelo različno. Hieronim iz Kardije poroča, da so Rimljani izgubili okoli 7.000 vojakov in Pir okoli 3.000, vključno s številnimi svojimi najboljšimi. Dionizij navaja bolj krvave številke: 15.000 mrtvih Rimljanov in 13.000 Epirotov. Več plemen, vključno z Lukani, Bruti, Mesapi, in grškima mestoma Kroton in Lokri, se je pridružilo Piru. Pir je Rimljanom ponudil mirovni sporazum, ki je bila na koncu zavrnjen. Pir je poskušal Rimljanom iztrgati Kampanijo, vendar mu je to  preprečila okrepljena Levinova vojska. Nato se je pogumno odpravil na Rim, čigar obramba je bila zanj premočna.  Medtem so Rimljani sklenili mir z Etruščani in odpoklicali drugega konzula Tiberija Korunkanija, ki je svojo vojsko povedel iz Etrurije na jug proti Rimu. Piru so zdaj grozile tri vojske: garnizija Rima, Levin z juga in Kurunkanij s severa. Ker ni hotel biti vkleščen med tremi vojskami, se je umaknil v Tarent in tam s svojo vojsko prezimil.
Ko je Pir leta 279 pr. n. št. napadel Apulijo, se je z Rimljani spopadel v bitki  pri Askulu, v kateri je Pir dosegel drago plačano zmago. Rimski vojskovodja in konzul Publij Decij Mus je bil v bitki sicer poražen, vendar mu je uspelo zlomiti hrbtenico Pirove epirotske vojske in s tem zagotoviti varnost samega Rima. Rimljani so v bitki izgubili 6.000 mož, Pir pa 3.500, vključno s številnimi častniki. Pir je kasneje takole komentiral svojo zmago pri Askulu: "Če bomo zmagali še v eni bitki z Rimljani, bomo popolnoma uničeni". Iz poročil o tem napol legendarnem dogodku izvira izraz pirova zmaga.

## Vladar Sicilije
Leta 278 pr. n. št. je Pir prejel dve ponudbi hkrati. Grška mesta na Siciliji so ga prosila, naj pride in prežene Kartažane, ki so bili ob Rimu ena od dveh velikih sil zahodnega Sredozemlja. Istočasno so Makedonci, katerih kralj Ptolemaj Keravn je bil ubit med vdorom Galcev, prosili Pira, da prevzame makedonski prestol. Pir se je odločil, da mu Sicilija ponuja večjo priložnost, in tja je odplul svojo vojsko.
Kmalu po izkrcanju njegove vojske na Siciliji je prekinil kartažansko obleganje Sirakuz in bil  razglašen za kralja Sicilije. Pir je takoj začel kovati načrte, da bo njegov sin Helen,  po materi vnuk Agatokla Sirakuškega, podedoval Sicilijo, njegov drugi sin Aleksander pa Italijo. Leta 277 pr. n. št. je Pir zavzel Eriks,  najmočnejšo kartažansko trdnjavo na Siciliji, kar je spodbudilo preostala mesta pod kartažansko oblastjo, da so prebegnila k Piru.
Leta 276 pr. n. št. se je Pir pogajal s Kartažani za sklenitev miru. Kartažani so bili pripravljeni Piru prispevati denar in mu poslati ladje, Pir pa je zahteval, da mu prepustijo vso Sicilijo. Morje med Libijo in Sicilijo naj bi postalo meja med njimi in Grki. Grška mesta na Siciliji so nasprotovala sklenitvi miru s Kartagino, ker so Kartažani še vedno nadzorovali močno trdnjavo Lilibeum na skrajnem zahodu otoka. Pir je na koncu popustil in jim ugodil in prekinil mirovna pogajanja. Pirova vojska je nato začela oblegati Lilibej. Pir je dva meseca neuspešno napadal mesto, dokler ni ugotovil, da obleganje ne more biti učinkovito brez blokada z morja.  Od Sicilijancev je nato zahteval delovno silo in denar, da bi zgradil močno floto. Ko so Sicilijanci zaradi teh prispevkov postali nezadovoljni, se je moral zateči k obveznim prispevkom in prisili. Ti ukrepi so dosegli vrhunec, ko je razglasil vojaško diktaturo na Siciliji in namestil vojaške garnizije v sicilijanskih mestih.
Njegovi ukrepi so bili zelo nepriljubljeni in sicilijansko javno  mnenje se je  kmalu obrnilo proti njemu. Sicilijanske Grke je tako odtujil, da so se bili pripravljeni združiti s Kartažani. Kartažani so se ob tem opogumili in proti njemu poslali novo vojsko, ki je bila takoj poražena. Sicilija je kljub tej zmagi še naprej postajala vse bolj sovražna do Pira in začel je razmišljati, da bi jo zapustil. Na tej točki so samnitski in tarentinski odposlanci Pira obvestili, da Rim od vseh grških mest v Italiji ni osvojil samo Tarenta. Pir se je odločil za odhod s Sicilije, med umikom v celinsko Italijo pa so Kartažani v bitki v Messinski ožini popolnoma uničili njegovo ladjevje. V bitki je bilo potopljenih ali onesposobljenih 98 od njegovih 110 vojaških ladij.
- Pirov kovanec, kovan v Sirakuzah leta 278 pr. n. št.; na obverzu je upodobljena Ftija Epirska s hrastovim vencem, na reverzu pa strela in napis ΒΑΣΙΛΕΩΣ ΠΥΡΡΟΥ (kralj Pir)
- Pirov kovanec; na obverzu je upodobljen Zevs s hrastovim vencem, na reverzu pa sedeči Demeter z dolgim žezlom in napis ΒΑΣΙΛΕΩΣ ΠΥΡΡΟΥ (kralj Pir)
- Pirov kovanec; na obverzu Kore, na reverzu Atena Alkiss sulico in ščitom in napis BASILEOS PYRROY (kralj Pir)

## Umik iz Italije
Medtem ko se je Pir vojskoval  s Kartažani, so Rimljani obnovili svojo vojsko z vpoklicom  na tisoče novih rekrutov. Manij Kurij Dentat, eden od dveh rimskih konzulov leta 275 pr. n. št., je s svojo vojsko taboril v bližini današnjega Beneventa. Drugi konzul je bil takrat v Lukaniji in Pir je proti njemu poslal del svoje vojske, da bi preprečil združitev obeh rimskih vojsk. Napad njegove vojske je bil odbit in Pir je izgubil polovico svojih slonov. Naslednji dan so Rimljani prevzeli pobudo in ga napadli. Prvi napad je zaradi Pirove zvijačnosti in močnega odpora Epircev spodletel. V drugem napadu so se splašili Pirovi sloni, verjetno zaradi  gorečih rimskih puščic, in se obrnili proti Epircem. Piru ni preostalo drugega, kot da se umakne iz bitke.
Po tej neuspešni bitki se je odločil končati svojo kampanjo v Italiji in se vrniti v Epir, kar je pomenilo izgubo skoraj vseh pridobitev  v Italiji. Pod oblastjo Epircev je ostalo samo mesto Tarent.

## Zadnje vojne in smrt
Pirov pohod  na zahod je močno prizadel njegovo vojsko in zakladnico, a je kljub temu, ali morda prav zaradi tega, začel novo vojno. Cilj napada je bilo makedonsko kraljestvo njegovega rivala Antigona II. Gonata. Pir je zbral vojsko iz svojih epirskih garnizij, galskih plačancev in vojakov, ki jih je vrnil iz Italije, ter odkorakal na vzhod.  Z lahkoto je zmagal v bitki pri Aoju in zavzel večino Makedonije.
Antigonu je uspelo obdržati številna obalna mesta, potem pa je čakal na priložnost, da si povrne svoje kraljestvo. Pir se je medtem že pripravljal na novo vojno. Ker je svojim Galcem dovolil ropanje grobnic makedonskih kraljev v Egeju, je med postal med Makedonci zelo nepriljubljen.
Leta 272 pr. n. št. je Kleonim, med Špartanci osovražen Špartanec kraljevske krvi,  prosil Pira, naj napade Šparto in ga postavi na oblast. Pir se je s tem  strinjal, saj je sam nameraval pridobiti oblast nad Peloponezom. Med napadom na Šparto je naletel na nepričakovano močan odpor in med umikom izgubil svojega prvorojenca Ptolomeja, ki je poveljeval zaščitnici.
Pir si je za žalovanje vzel bolj malo časa, saj se mu je takoj ponudila priložnost, da posreduje v državljanskem sporu v Argosu. Med spopadi v mestu je bil s svojo vojsko ujet v ozkih mestnih ulicah, padel pod konja in si zlomil hrbtenico. Po padcu je bil morda še živ, potem pa mu je makedonski vojak Zopir obotavljajoče in nesposobno odsekal glavo. To zgodbo je kasneje opisal Plutarh v Pirovem življenju. Antigon ga je dal z vsemi častmi upepeliti in njegovega preživelega sina Helena poslal nazaj v Epir.
Istega leta so se Tarentinci po novici o Pirovi smrti predali Rimu.

## Zapuščina
Plutarh v svojem delu Pirovo življenje omenja, da ga je Hanibal označil za največjega vojskovodjo, kar jih je svet kdaj videl, v Življenju Tita Kvinkcija Flaminina pa piše, da ga je Hanibal postavil na drugo mesto za Aleksandrom Velikim. Slednje navaja tudi Apijan v Zgodovini sirskih vojn. Čeprav je bil živahen in pogosto nemiren voditelj in ne vedno moder kralj, je veljal za enega največjih vojaških poveljnikov svojega časa.
Pir je bil znan po svoji dobrohotnosti. Pirova največja politična slabost kot generala je bila njegova nezmožnost osredotočanja in ohranjanja močne državne zakladnice. Mnogi njegovi vojaki so bili dragi najemniki.
Koncept, da monarhov dotik  lahko zaceli vse rane, morda izvira iz Pira. Kot pravi Plinij starejši, je Pirov palec na desni nogi zdravil bolezni vranice že s samim dotikom bolnika. Njegovega prsta na nogi tudi ni bilo mogoče zažgati, zato so po kremiranju njegovega telesa ta prst dali v skrinjico in hranili v neznanem templju.
Pir je svoje ime posodil izrazu Pirova zmaga, ki izhaja iz njegove izjave, ki naj bi jo dal po bitki pri Askulu. Kot odgovor na čestitke za drago zmago nad Rimljani naj bi dejal: "Če bomo zmagali še v eni bitki z Rimljani, bomo popolnoma uničeni". Izraz Pirova zmaga je začel pomeniti zmago, izbojevano za tako visoko ceno, da izgubi vso vrednost.
Pir in njegov pohod v Italijo sta grškemu svetu dala priložnost, da prepreči napredovanje Rima v Sredozemlje. Nezmožnost popolnega izkoriščanja te priložnosti, ko je bil Rim še italijanska regionalna sila, je imela ogromne posledice. Rimljani so osvojili Magno Graecio in postali neposredna konkurenca Kartagini, kar je na koncu pripeljalo do prve punske vojne. Zmaga Rima v tej vojni je Rimsko republiko spremenila iz regionalne sile v eno najmočnejših držav v Sredozemlju. V naslednjem stoletju so neuspešni poskusi različnih kraljestev in mestnih držav helenističnega sveta, da bi postavili enotno fronto proti Rimu, povzročili njihovo vključitev v Rimski imperij ali, v primeru nekaterih, zmanjšanje na status od Rima odvisne države. Do leta 197 pr. n. št. so takšne postale Makedonija in številne južne grške mestne države. Leta 188 pr. n. št. je bilo Selevkidsko cesarstvo prisiljeno prepustiti večino Anatolije rimskemu zavezniku Pergamonu. Leta 133 pr. n. št. je Atal III., zadnji pergamonski kralj razen pretendenta Evmena III., v svoji oporoki zapustil kraljestvo in njegova precejšnja ozemlja v Anatoliji Rimu. Po uničenju Korinta leta 146 pr. n. št. je Rim premagal mestno državo Korint in njene zaveznike v Ahajski zvezi. Zveza je bila razpuščena in Rim je uradno prevzel v posest ozemlja, ki sestavljajo sodobno Grčijo, in ta ozemlja reorganiziral v provinco Makedonijo. Nazadnje je leta 63 pr. n. št. Pompej Veliki izvedel zadnji državni udar v že precej zmanjšanem  Selevkidskem cesarstvu, odstavil njegovega zadnjega vladarja Filipa II. Filoromeja in vključil njegova ozemlja v novo rimsko provinco Sirijo.
Pir je napisal spomine in več knjig o vojni umetnosti. Njegova dela so izgubljena, Plutarh pa omenja, da so vplivala na Hanibala in jih je pohvalil Cicero.

## Družina
Pir je bil poročen petkrat. Njegova prva žena Antigona mu je rodila hčerko Olimpijo in sina Ptolemaja.  Antigona je leta 295 pr. n. št. umrla, verjetno med porodom, saj je bil istega leta rojen  njen sin.
Pirova druga žena je bila Lanasa, hči sirakuškega kralja Agatokla (vladal 317–289 pr. n. št.), s katero se je poročil okoli leta 295 pr. n. št. Njima sta se rodila sinova Aleksander in Helen. Lanasa je nato Pira zapustila.
Njegova tretja žena je bila hči Avdoleona, kralja Peonije. Njegova četrta žena je bila ilirska princesa Bircena, ki je bila hči kralja Bardila II. (vladal okoli 295–290 pr. n. št.). Peta žena je bila hči Ptolemeja Keravna, s katero se je poročil leta 281/280 pr. n. št.